# Sylvia Eckermann
Sylvia Eckermann (* 2. Juli 1962 in Wien, oder: Syl Eckermann) ist eine österreichische Medienkünstlerin.

## Leben

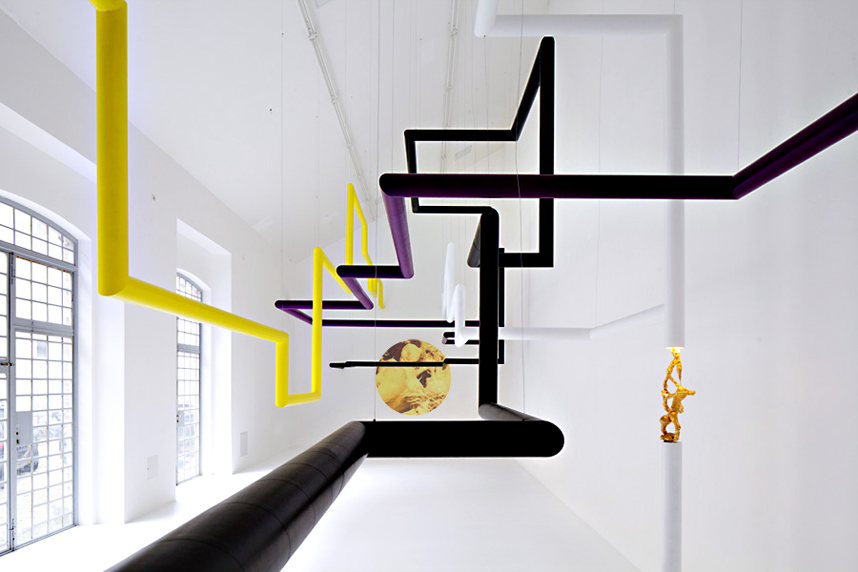
Sylvia Eckermann: Digital Monsters Don’t Bleed, 2014.
Spatial object, 1700 × 500, paper tubes, sound, video, 2 gold plated sculptures.
Ausstellungsansicht / installation view

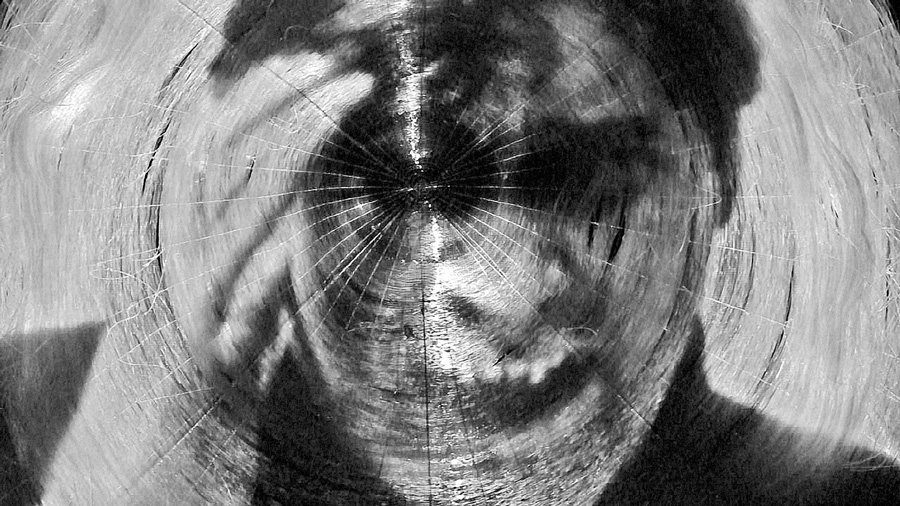
Sylvia Eckermann Crystal Math, 2012.
1 channel video, room installation, 5.1 sound, 5000 m Nylon wire

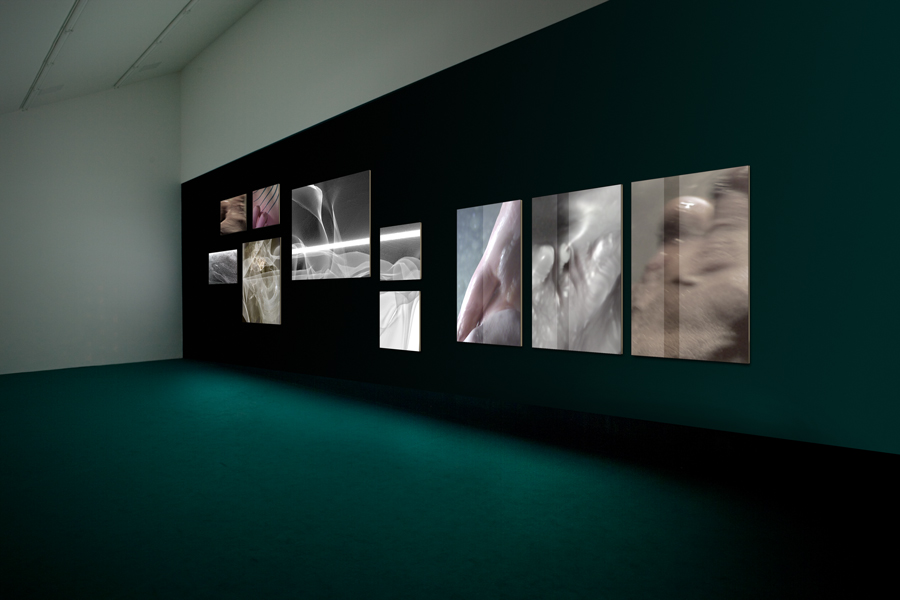
Sylvia Eckermann Naked Eye, 2010.
3-channel video installation, 5.1 sound by szely

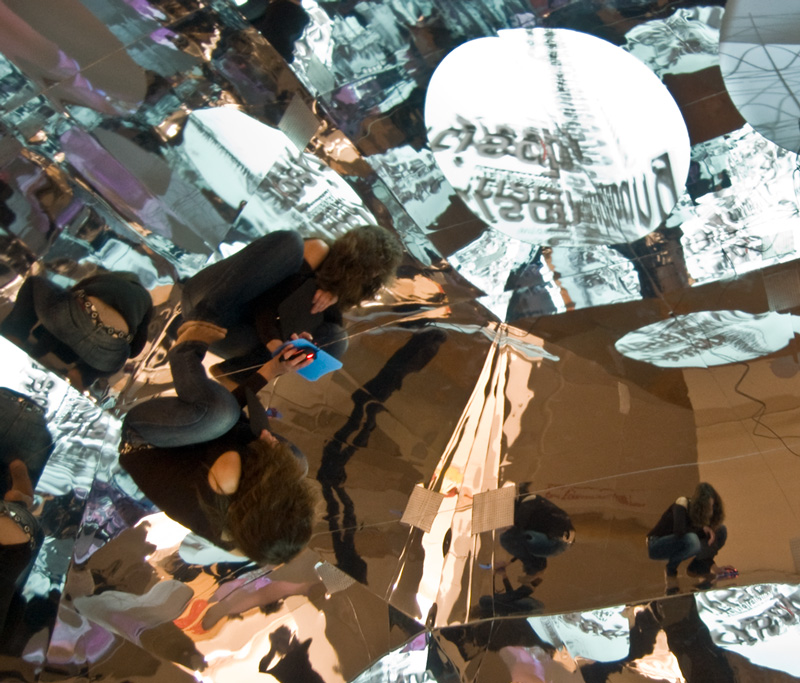
Sylvia Eckermann: Spiegelzellen, Ars Electronica 2007.
Ausstellungsansicht / installation view

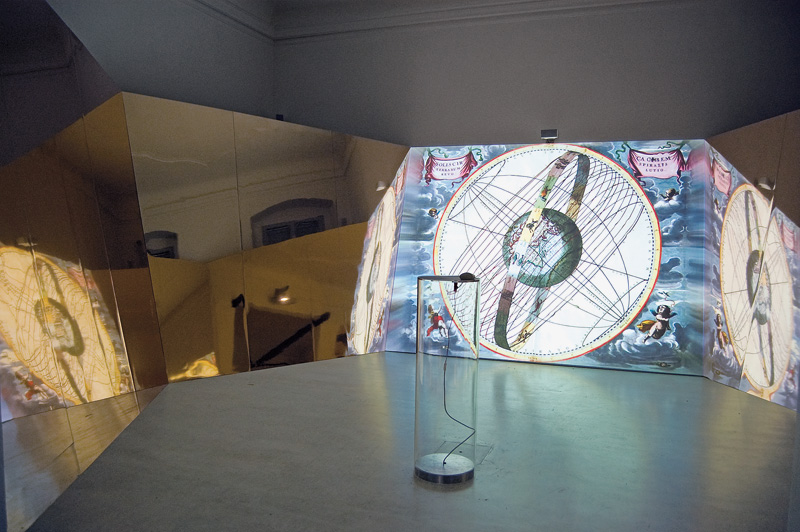
Sylvia Eckermann Im Neunten Himmel, 2008.
3D-realtime system, projection, 5 channel audio system, golden mirrors, interface

Sylvia Eckermann war von 1987 bis 1989 Mitglied der österreichischen Künstlergruppe Gangart. Von 1989 bis 2004 arbeitete sie unter dem Label fuchs-eckermann mit dem Musiker und Medienkünstler Mathias Fuchs zusammen und lebte für längere Zeit in Helsinki (Finnland), Manchester (UK) und Peking (China).
Von 1996 bis 1999 war sie Art Director von derStandard.at (Onlineportal der österreichischen Tageszeitung Der Standard). An der Sibelius-Akademie in Helsinki (Finnland) unterrichtete sie von 2000 bis 2001 als Lehrbeauftragte „Game Design for Musicians“. Eckermann lebt heute als freischaffende, international tätige Künstlerin in Wien (Österreich).

## Werk
Seit Ende der 1980er Jahre beschäftigt sich Eckermann künstlerisch mit dem digitalen Raum, seiner Beschaffenheit und seinen Möglichkeiten. Projekte dienten ihr dazu, diesen zu erforschen und konkret in nationalen und internationalen Ausstellungssituationen zu thematisieren. War es anfangs ausschließlich der virtuelle Raum (fluID - arena of identities, Kulturhauptstadt Graz AT 2003, Ludwig Forum für Internationale Kunst, Aachen D, 2005/06, Expositur - a virtual knowledge space, Kiasma Museum of Contemporary Art, 2003 Helsinki FI oder Im Neunten Himmel, Museum Stein, Kunstmeile Krems AT, permanente Installation von 2008–09), verschob sich ihr Interesse zur "Schnittstelle" zwischen dem physischen und dem virtuellen Raum. (Spiegelzellen, Ars Electronica 2007, Landesgalerie Linz, Linz AT, The Trend is your Friend!, MKL Kunsthaus Graz AT 2009). In der Installation Naked Eye (Kunstraum Bernsteiner, Wien AT 2010) wurde das Ephemere des (Projektions-)Lichts an das reale Objekt gebunden und das Dispositiv "Ausstellung" untersucht. Mit einem aus Tausenden Metern Nylondraht geknüpften Netz, das als Projektionsfläche und "expressives Sprachbild" dient, hat Eckermann in der Lichtinstallation Crystal Math (paraflows.7 - Reverse Engineering, festival for digital art and culture, weisses haus, Wien AT, 2012, und Kunstraum Innsbruck AT, 2013) die Ablösung der Finanzmärkte von menschlichen Akteuren hin zu Algorithmen ins Bild gesetzt. In der Ausstellung Probabilis (Kunstraum Bernsteiner, Wien AT 2013) zeigte Eckermann Skulpturen, die sie, abgeleitet vom Ausdruck „Freeze Frame“, als „Freeze Objects“ bezeichnet.
Sylvia Eckermann gehört zu den Künstlern, die sich mit Game Engines beschäftigten. Ihre Game-Art-Installationen wurden in folgenden Ausstellungen gezeigt (Auswahl): synworld - Public Netbase, ISEA, GAMES-computerspiele von KünstlerInnen, GameArt, artgames, cyber@rt, medi@terra.

## Ausstellungen

### Teilnahme an Gruppenausstellungen (Auswahl)
- 1994: „ISEA 1994“, ISEA - Inter-Society for the Electronic Arts, Helsinki (Finnland)
- 1999: „Synworld“, kuratiert von Konrad Becker, Museumsquartier, Wien (Österreich)
- 2000: „The Mindzone“, The Millennium Dome, London (UK)
- 2003: „selfware-politics of identity“, Graz 2003 - Europäische Kulturhauptstadt, Graz (Österreich)
- 2003: „cyber@rt“, Bilbao (Spanien)
- 2003: „games“, Computerspiele von KünstlerInnen, Hartware MedienKunstVerein, Dortmund (Deutschland)
- 2004: „GameArt“, Völklinger Hütte, Völklingen (Deutschland)
- 2004: „ISEA 2004“, ISEA - Inter-Society for the Electronic Arts, Helsinki (Finnland)
- 2005: „skylab 5“, ZOOM Kindermuseum, MuseumsQuartier, Wien (Österreich)
- 2006: „artgames“, Analogien zwischen Kunst und Spiel, Ludwig Forum für internationale Kunst, Aachen (Deutschland)
- 2006: „WORKING_WORLD.NET“, Living and working in the Midst of Globalization, Museum Arbeitswelt, Steyr (Österreich)
- 2006: „3rd International Digital Art Festival“, Changzhou (China)
- 2006: „media@terra“, International Art + Technology Festival, Athen (Griechenland)
- 2007: „Acting in Utopia“, Landesgalerie Linz, Linz (Österreich)
- 2009: „MIFAN“, VENUE_Room 208, NO.A3 Industrial Park-East, Shenzen, CN, organised by ASAP , curated by Karel Dudesek, AnniArt Gallery, 798 Kunstbezirk Dashanzi, Peking, CN
- 2012: „paraflows.7 - Reverse Engineering“, Festival für digitale Kunst und Kulturen, Wien A[3]
- 2012: „PARKFAIR - ARTE NOAH“, Wien A
- 2013: „GLITCH“ - UNSER SCHREIBZEUG ARBEITET MIT AN UNSEREN GEDANKEN[4] curated by Max Thoman, Kunstraum Innsbruck, Innsbruck A
- 2013: „LITTLE BIT OF HISTORY DELETING“, curated by: Isin Önol, GPL CONTEMPORARY Galerie Peithner-Lichtenfels, Wien A
- 2014: „No More Fukushimas“, VIENNA ART WEEK, curated by Marcello Farabegoli at Verein 08, Wien A
- 2014: „Kunstgastgeber Gemeindebau“ Robert-Uhlir-Hof, Kunst im öffentlichen Raum Wien, curated by Gerald Straub
- 2014: „Die große Illusion“, Bei STEINBRENER/DEMPF, Wien A
- 2014: „Festival Intime Räume“ | «Von der Realität des Träumens und dem Albtraum der Realität», IMA, Hainburg A.D., curated by Elisabeth Schimana
- 2014: „NWEAMO Festival“, San Diego, California, Superdome theater, Reuben H. Fleet Science Center

### Arbeiten, Werke (Auswahl)
- 2004: „fluID - arena of identities“[5], Game about Identity, Kiasma, Helsinki (Finnland)
- 2004: „reservoir_bots“, Interperformative Inszenierung, Künstlerhaus, Wien (Österreich)
- 2004: „reservoir_bots v.2“, GameMod for a VJ, DJ: Electric Indigo
- 2006: „nowhere – ein welt raum spiel“, Zusammenarbeit Gerald Nestler, Oliver Irschitz, Christof Cargnelli, Beijing Cubic Art Center - Dashanzi Art District, Peking (China)
- 2006: „Plastic trade-off“, Zusammenarbeit Gerald Nestler, Museum Arbeitswelt, Steyr (Österreich)
- 2007: „Spiegelzellen“, Zusammenarbeit Peter Szely, Doron Goldfarb, Ars Electronica[6] 07, Linz, AT
- 2008: „In Ninth Heaven“,[7] An Interactive Synthetic Scape, Zusammenarbeit Peter Szely, Gerald Nestler, Museum Stein, Krems  (Österreich), Kurator Dieter Buchhart
- 2009: „Breathe My Air“, an art project on intellectual and social environments and their relations., Zusammenarbeit, Gerald Nestler, 798 Dashanzi Art District, Peking China
- 2009: „The Trend is Your Friend“, eine performative mediale Anordnung, Zusammenarbeit, Gerald Nestler, Peter Szely, MKL, Kunsthaus Graz
- 2010: „Naked Eye“[8], eine intermediale Installation, Kunstraum Bernsteiner Wien, Österreich
- 2010: „Crystal Math“, 1 Kanal Videoinstallation, 5.1 Sound, 5000 m Nylondraht, 300 × 200 cm. – „Glitch“, kuratiert von Gerald Nestler / Max Thoman mit medien.kunst.tirol, Kunstraum Innsbruck AT, 2013. – „paraflows.7 - Reverse Engineering“[9], festival for digital art and culture, kuratiert von Judith Fegerl / Günther Friesinger, weisses haus, Wien AT, 2012. – kunstraum BERNSTEINER | Basement, zur Ausstellung ON PURPOSE. The New Derivative Order von Gerald Nestler, Wien AT, 2012.
- 2012: „Telluric Force“, Computeranimation, 2.0 Sound, Plasmaschirm, Holzrahmen, 90 × 150 cm. – „Parkfair Arte Noah“, kuratiert von Iv Toshain / Matthias Makowsky, Wien AT.
- 2012: „PROBABILIS“[10][11][12], – kunstraum BERNSTEINER, Wien AT, Einzelausstellung mit folgenden Werken: Integument, 2012, Digitales Video / Computeranimation, Holzrahmen, Monitor, AV-Player, 100 × 160. Zero Probability Event, 2012, Eisen, Glasplatte, Glaskegel, Metronom, Fliege, 111 × 100 × 10. Tisch für meinen Vater, 2012, Holz, Tierpräparate, Epoxidharz, 80 × 160. Shifting States, 2012, Eisenkonstruktion, Kupferblech, Glühlampe, Motor, 94 × 250. Bodentattoo, 2012, Bodenzeichnung, Acrylfarbe, 210 × 80. Kartografie des Unbestimmten, 2012, Kreidezeichnung, graue Wandfarbe, 160 × 190.
- 2012–13: „SOUND OF SIRENS“,[13] Soziale Online Plattform / Video Portal. In Zusammenarbeit mit Edgar Honetschläger. Sound of Sirens (SOS) war ein soziales Netzwerk, das den interkontinentalen Informationsfluss abseits der offiziellen nationalen und internationalen Medien ermöglicht und fördert. SOS ist eine Bestandsaufnahme dessen, wie eine demokratische Gesellschaft mit einer Katastrophe umgeht. SOS konzentriert sich darauf, wie der Einzelne, die Gruppe, wie eine Regierung, wie die Weltöffentlichkeit auf ein plötzliches Ereignis unfassbarer Dimension reagieren. Am Beispiel der nuklearen Katastrophe, die unter der Bezeichnung Fukushima 3/11 (11. März 2011) ins Gedächtnis nicht nur der japanischen Gesellschaft eingebrannt ist, findet eine künstlerische Untersuchung statt.
- 2014: „adreamlessmind“, Siebdruck auf Bettwäsche. – "Festival Intime Räume | Von der Realität des Träumens und dem Albtraum der Realität", kuratiert von IMA, Institut für Medienarchäologie, Hainburg a. D. AT.
- 2014: „Glykon 14“, Polymermasse, Eisengestell, 40 × 95. – "Die Große Illusion", kuratiert von Steinbrener/Dempf, Wien AT
- 2014: „Digital Monsters Don't Bleed“, Einzelausstellung, Raumgreifendes Objekt, 1700 × 500, Papierrohr, Sound, Video, 2 vergoldete Skulpturen (15 × 50 cm). – kunstraum BERNSTEINER, Wien AT, 2014

## Auszeichnungen
- 1992 Teilnahme am Progetto Civitella d'Agliano 92, Italy
- 1996 Auslandsstipendium des Ministeriums für Unterricht, Kultur und Kunst, Fujino, Japan
- 1998 Artist in Residency, Durham, Kanada
- 1999 Auslandsstipendium des Ministeriums für Unterricht, Kultur und Kunst, London, GB
- 2000/2001 Lehrtätigkeit an der Sibelius-Akademie in Helsinki, Finland
- 2005/2006 Auslandsstipendium des Ministeriums für Unterricht, Kultur und Kunst, Chengdu, China
- 2008 Projektstipendium des Ministeriums für Unterricht, Kultur und Kunst, Peking, China
- 2010 File Prix Lux, Electronic Language Festival, São Paulo, TIYF! nominated
- 2012 Österreichisches Staatsstipendium für Video- und Medienkunst
- 2014 Medienkunst-Preis der Stadt Wien für das künstlerische Gesamtwerk.[14]
- 2018 Österreichischer Kunstpreis für Medienkunst